# Une place dans l'avion
 (novembre 2022).
La mise en forme du texte ne suit pas les recommandations de Wikipédia : il faut le « wikifier ».
Les points d'amélioration suivants sont les cas les plus fréquents :
- Les titres sont pré-formatés par le logiciel. Ils ne sont ni en capitales, ni en gras.
- Le texte ne doit pas être écrit en capitales (les noms de famille non plus), ni en gras, ni en italique, ni en « petit »…
- Le gras n'est utilisé que pour surligner le titre de l'article dans l'introduction, une seule fois.
- L'italique est rarement utilisé : mots en langue étrangère, titres d'œuvres, noms de bateaux, etc.
- Les citations ne sont pas en italique mais en corps de texte normal. Elles sont entourées par des guillemets français : « et ».
- Les listes à puces sont à éviter, des paragraphes rédigés étant largement préférés. Les tableaux sont à réserver à la présentation de données structurées (résultats, etc.).
- Les appels de note de bas de page (petits chiffres en exposant, introduits par l'outil «  Source ») sont à placer entre la fin de phrase et le point final[comme ça].
- Les liens internes (vers d'autres articles de Wikipédia) sont à choisir avec parcimonie. Créez des liens vers des articles approfondissant le sujet. Les termes génériques sans rapport avec le sujet sont à éviter, ainsi que les répétitions de liens vers un même terme.
- Les liens externes sont à placer uniquement dans une section « Liens externes », à la fin de l'article. Ces liens sont à choisir avec parcimonie suivant les règles définies. Si un lien sert de source à l'article, son insertion dans le texte est à faire par les notes de bas de page.
- La présentation des références doit suivre les conventions bibliographiques. Il est recommandé d'utiliser les modèles {{Ouvrage}}, {{Chapitre}}, {{Article}}, {{Lien web}} et/ou {{Bibliographie}}. Le mode d'édition visuel peut mettre en forme automatiquement les références.
- Insérer une infobox (cadre d'informations à droite) n'est pas obligatoire pour parachever la mise en page.

Pour une aide détaillée, merci de consulter Aide:Wikification.
Si vous pensez que ces points ont été résolus, vous pouvez retirer ce bandeau et améliorer la mise en forme d'un autre article.
Pour plus de détails, voir Fiche technique et Distribution.
Une place dans l'avion est un court métrage sénégalais réalisé par la scénariste, costumière et galeriste Khadidiatou Sow. Avec humour, elle expose et questionne le thème de l'émigration avec les risques que les personnes sont prêtes à prendre. 

## Synopsis
Au Sénégal, une station de radio informe qu'un avion spéciale attend toute personne qui aimerait voyager vers les États-Unis. Il s'agit d'un aller simple sans formalités ni contraintes. Cependant, les places pour cette opportunité sont limités. Cette information tombe dans l'oreille de Moussa qui a toujours rêvé de rejoindre l'Amérique. Le père de famille ne ménage alors aucun effort afin de s'assurer une place dans cet avion. Une aventure rocambolesque le sépare de son objectif. 

## Fiche technique
- Réalisatrice : Khadidiatou Sow
- 1er Assistant réalisateur : Demba Dièye
- 2ème Assistant réalisateur : Salif Cima Cissé
- Scénariste : Khadidiatou Sow
- Directeur de la photographie : Rémi Mazet
- 1er Assistant opérateur : Mamadou Conaré
- Montage : Makha Bao, Camille Virgil Guihard, Héloïse Pelloquet
- Directeur artistique du son : Ousmane Coly
- Musique originale : Moustapha Diouf (Tapha Diaraby)
- Musique additionnelle : Maguette Ndiaye
- Décors : Moustapha "Picasso" Ndiaye
- Conseiller spécial : Alain Gomis
- Stagiaires en Mise en Scène : Abdoulaye Sow, Kalidou Sow
- Perchman : Abdourahmane Kâ
- Assistant Vidéo : Abdou Fattah Faris
- Générique & Sous-titrages : Mamadou Aib Seydi
- Monteur Son : Bruno Ehlinger
- Pré-Mixage Son : Maguette Ndiaye
- Étalonnage : Rémi Mazet
- Effets spéciaux : Pierre Goueset
- Assistant Décorateur : Boubacar Diallo
- Costumes : Rawane Seck
- Assistante Costumes : Marie
- Maquillage : Ana Senghor
- Script-Girl : Fatou Touré
- Producteur : Oumar Sall[2]
- Genre : Fiction-Comédie[4],[5]
- Durée : 16 minutes
- Pays : Sénégal
- Langue : Wolof, sous-titré en Français
- Année de sortie : 2016[5]

## Distribution
- Moussa : Mame Cheikhou Guèye « Sanekh »
- Amy : Coumba Sarr
- Aly : Mamadou Aib Seydi
- Mor : Dial Thiam
- Voix radio : Pape Faye

## Production
Le film est produit par Cinékap, une maison de production cinématographique et audiovisuelle sénégalaise. Elle est fondée et dirigée par Oumar Sall. En outre, une collaboration a été établie avec Granit Films qui est une maison de production française. 
La production a aussi eu l'aide du Fonds de promotion de l'industrie cinématographique et audiovisuelle (FOPICA) au Sénégal et de l'Organisation internationale de la francophonie (OIF).

## Festivals
En 2017, Une place dans l'avion participe à plusieurs festivals à travers le monde. 
- 29e Festival International du Court Métrage de Clermont-Ferrand, France :

Compétition officielle, Première mondiale  
- Clap Ivoire - Festival de courts métrages, Abidjan, Côte d'Ivoire :

Grand Prix Kodjo Eboucle (Prix Spécial UEMOA), d'une valeur de 5 millions Fcfa + Trophée + Bourse de suivi. 
Prix du public, d'une valeur de 700 000 Fcfa
Prix de la meilleure interprétation féminine : Coumba Sarr, pour son rôle d'Amy, prix d'une valeur de 500 000 Fcfa
Prix de la meilleure photographie : Rémi Mazet, prix d'une valeur de 500 000 Fcfa
Prix du meilleur son : Ousmane Coly, prix d'une valeur de 500 000 Fcfa
- Soirée FOPICA, Dakar, Sénégal :

Sortie Nationale (avec 8 autres courts métrages sénégalais)
Projection du film : au Grand Théâtre National
- 21e Festival Écrans Noirs, Yaoundé / Douala, Cameroun : Mention spéciale du jury
- Nouakshort film , Mauritanie : Mention du jury